# Francisco de Melo
Dom Francisco de Melo (1597 – 18. prosince 1651 Madrid) byl portugalský šlechtic a generál.

## Životopis
Narodil se v oblasti Estremoz v Portugalsku.
Byl portugalským markýzem Tor de Laguna, hrabětem z Assumaru a od roku 1641 do roku 1644 dočasným guvernérem Španělského Nizozemí. Když přišel do Španělského Nizozemí, měl již za sebou působivou politickou kariéru. Mezi lety 1632 a 1636 byl španělským velvyslancem v Janově. V roce 1638 byl jmenován místokrálem Sicílie a o dva roky později se stal velvyslancem ve Vídni.
Nejvíce je však jméno Francisca de Mela připomínáno v souvislosti s porážkou v bitvě u Rocroi v roce 1643. Naproti tomu jeho vítězství v bitvě v Honnecourtu o rok dříve bylo téměř zapomenuto.